# Стоун, Чарльз Помрой
Чарльз Помрой Стоун (англ. Charles Pomeroy Stone; 30 сентября 1824 — 24 января 1887) — американский кадровый военный, гражданский инженер и исследователь. Участвовал в мексиканской войне, затем проводил географические исследования для мексиканского правительства, а после начала гражданской войны стал первым добровольцем федеральной армии. После неудачного для Севера сражения при Болс-Блаффе на Стоуна возложили ответственность за поражение, он был арестован и отправлен в тюрьму. Впоследствии он был освобождён, но уже не занимал важных командных постов. Впоследствии он стал генералом египетской армии, а также участвовал в строительстве постамента для статуи Свободы.

## Ранние годы
Стоун родился в Гринфилде, Массачусетс, в семье врача Альфеуса Флетчера Стоуна и Фанни Кашинг. Он был одним из десяти детей в семье пуританского происхождения. В 1841 году он поступил в академию Вест-Пойнт и окончил её 7-м по успеваемости в выпуске 1845 года. Стоуну присвоили временное звание второго лейтенанта артиллерии. С 28 августа 1845 года по 13 января 1846 года Стоун преподавал в академии географию, историю и этику. Затем он служил в Уотервлитском арсенале в Нью-Йорке, затем в арсенале форта Монро в Вирджинии.
3 марта 1847 года Стоун получил постоянное звание второго лейтенанта и принял участие в Мексиканской кампании Скотта. Его первым сражением стала осада Веракруса (9 — 29 марта), затем он участвовал в перестрелке у Амозока 14 мая, в сражении при Контрерас, а затем отличился при Молино-дель-Рей, за что получил временное звание первого лейтенанта (датировано 8 сентября).
13 сентября 1847 года Стоун участвовал в штурме Чапультепека, за что получил временное звание капитана. Он участвовал в сражении за Мехико, а затем присоединился к группе, которая поднялась на вулкан Попокатепетль и установила на вершине американский флаг.
После войны, в 1848 году, Стоуун вернулся в Уотервлитский арсенал. Вскоре ему дали двухлетний отпуск и он совершил путешествие в Европу (1848—1850), где изучал военное дело европейских стран. В 1850 году он ненадолго вернулся в Уотервлитский арсенал, в 1851 году возглавил арсенал форта Монро в Вирджинии, а в конце года возглавил артиллерийский отдел в Тихоокеанском департаменте. Он прослужил на этой должности до 1855 года, приняв участие в строительстве арсенала Бениция (Калифорния). 26 февраля 1853 года Стоун получил звание первого лейтенанта.
В 1853 году Стоуун женился на Марии Луизе Клэри, дочери лейтенанта Роберта Клэри, одноклассника Джефферсона Дэвиса по Вест-Пойнту.
17 ноября 1856 года Стоун уволился из армии, поскольку его жалованья было недостаточно для содержания семьи. Он некоторое время служил банкиром в Сан-Франциско, затем вернулся в Мексику, где выполнял некоторые правительственные задания. С 1857 по 1860 годы он исследовал мексиканский штат Сонора, а с 1858 по 1860 исследовал Нижнюю Калифорнию. В 1860 году он вернулся с семьей в Штаты и поселился в Вашингтоне. В 1861 году была опубликована его книга об исследовании Мексики: «Notes on the State of Sonora»

## Гражданская война
Когда началась гражданская война, Стоун находился в Вашингтоне и доделывал отчёт по Соноре. Он вился на ужин к своему бывшему командиру Уинфилду Скотту, и после ужина официально запросил назначить его на должность генерального инспектора округа Колумбия. Запрос был утверждён 1 января 1861 года и считается первым офицерским запросом в добровольческую армию. В должности инспектора он обеспечивал безопасность Вашингтона во время визита Линкольна и лично отвечал за безопасность церемонии инаугурации Линкольна. Ему пришлось работать над устранением угрозы со стороны агентов Юга, которые намеревались не допустить инаугурации.
14 мая 1861 года он стал полковником 14-го пехотного полка, а в июне ему поручили возглавить несколько полков и осуществить экспедицию в Роквилл — 10 июня отряд Стоуна занял город Роквилл, важный узел дорог, прикрывающий подступы к Вашингтону. До конца июня Стоун взял под контроль весь округ Монтгомери, обеспечил охранение переправ через Потомак, а также охрану и ремонт канала Чесапик-Огайо. Затем Стоун постепенно взял под контроль весь берег реки Потомак до Харперс-Ферри и занял Мартинсберг. 7 июля экспедиция была официально завершена.
В августе ему присвоили звание бригадного генерала, задним числом от 17 мая. В июле 1861 года он командовал пехотной бригадой в армии Роберта Паттерсона.
- 1-Нью-Гемпширский пехотный полк, полковник Мэйсон Таппан
- 9-й Нью-Йоркский пехотный полк ополчения, полковник Джон Стайлс
- 17-й Пенсильванский пехотный полк, полковник Фрэнсис Паттерсон
- 25-й Пенсильванский пехотный полк (роты D, F, G, I и K), полковник Генри Кейк
- 1-й пехотный колумбийского дистрикта, кап. Смид
- Кавалерийское подразделение, кап. Магрудер
- 4-й артиллерийский полк, батарея F, лейт. Александр Пайпер

11 августа Стоун возглавил бригаду, которая называлась Обсервационный Корпус, и которой было поручено охранять верхний Потомак. Эта бригада состояла из пяти пехотных полков:
- 15-й Массачусетский пехотный полк, полковник Чарльз Дивенс
- 1-й Миннесотский пехотный полк, полковник Уильям Горман
- 34-й Нью-Йоркский пехотный полк, полковник Уильям Ла-Дью
- 42-й Нью-Йоркский пехотный полк, полковник Кеннеди
- 2-й Нью-Йоркский полк ополчения, полковник Томпкинс
- 1-й артиллерийский полк, батарея I
- 1-й Род-Айлендский легкоартиллерийский полк, Батарея В  (введена 23 августа)

В октябре Стоун стал командиром дивизии. Его бригаду передали Уиллису Горману и она стала 1-й бригадой его дивизии. Второй стала бригада Фредерика Лендера, а третьей - бригада Эдварда Бэйкера. Лендер 22 октября был переведён в командиры департамента и его бригаду принял Наполеон Дэйн.

20 октября Стоун получил от Макклеллана приказ провести рекогносцировку в направлении Лисберга. Стоун решил, что южане не намерены всерьёз оборонять Лисберг, и отправил роту 1-го Миннесотского полка на разведку. Разведка обнаружила лагерь противника под Лисбергом, и Стоун решил атаковать его. Утром 21 октября Стоун отправил за Потомак 15-й Массачусетский полк полковника Дивенса. Дивенс обнаружил, что лагеря под Лисбергом нет, но он решил, что полк занимает хорошую позицию и оставлять её не стоит. Тогда Стоун отправил за Потомак Эдварда Бэйкера, чтобы тот принял командование на месте и сам принял решение: отвести полк или остаться. Около 15:00 южане атаковали федеральные полки и началось сражение при Болс-Блаффе. Полки Стоуна были разбиты, а полковник Бэйкер погиб.

### Арест и заключение
Макклеллан не считал Стоуна виноватым в неудаче, но общественное мнение было против Стоуна. Неудача при Болс-Блаффе привела к созданию Комитета по ведению войны, который начал следствие, и Стоун оказался первым допрошенным свидетелем. В конце октября в прессу попал рапорт Стоуна, в котором он выражал сомнения в командирских способностях Бэйкера. Сторонники Бэйкера подвергли рапорт критике и стали винить его в неудаче. Позиция Стоуна осложнялась тем, что Макклеллан запретил ему придавать огласке его приказы о перемещении войск и о позициях войск. Из-за подозрений в нелояльности и предательстве Стоун был арестован 8 февраля 1862 года. Приказ об аресте отдал Макклеллан, который выполнял приказ военного секретаря Стэнтона от 28 января. Стоуна арестовал лично Джордж Сайкс. «Я должен выполнить самое неприятное поручение в моей карьере - арестовать вас», сказал он. Стоун спросил, за что, и Саккс ответил: «Я не знаю. Это приказ генерал-майора Джорджа Макклеллана, главнокомандующего армией. Могу сказать, что вас отправят в форт Лафайетт». «туда они отправляют сецессионистов! - сказал Стоун, - а я был таким же верным солдатом правительства, как и любой другой».